# Georgi Todorow (generał)
Georgi Stojanow Todorow (bułg. Георги Стоянов Тодоров; ur. 10 sierpnia 1858 w Bołgradzie, zm. 16 listopada 1934 w Sofii) – bułgarski wojskowy, generał piechoty, dowódca armii, głównodowodzący armią bułgarską (1918).

## Życiorys
Urodził się w Bołgradzie w Besarabii, gdzie ukończył szkołę średnią.
Po wybuchu wojny rosyjsko-tureckiej w 1877 roku wstąpił na ochotniczych oddziałów bułgarskich walczących po stronie rosyjskiej. Brał udział w walkach i osiągnął stopień podoficerski.
Po powstaniu w 1878 roku Księstwo Bułgarii został słuchaczem pierwszego kursu oficerskiego w powstałej w Sofii szkoły wojskowej tworzącej się armii bułgarskiej, który ukończył w 1879 roku. Następnie służył jako oficer w 1, a potem 10 batalionie armii bułgarskiej.
W 1883 roku wyjechał do Rosji, gdzie był słuchaczem Oficerskiej Szkoły Piechoty w Oranienbaum, a potem do Nikołajewskiej Akademii Sztabu Generalnego w Petersburgu. Jednak po wybuchu wojny serbsko-bułgarskiej w 1885 roku wrócił do Bułgarii i wziął w niej udział jako dowódca batalionu zapasowych z Łoweczy, a potem dowódca lotnego batalionu w Grupie Północnym armii bułgarskiej, działającego w rejonie Widyń – Kuła.
Po zakończeniu wojny służył jako oficer w 4 i 1 pułku piechoty. W sierpniu 1886 uczestniczył w zamachu stanu prorosyjskich oficerów, w wyniku którego odsunięto od władzy Aleksandra I. Po odsunięciu od władzy zamachowców na krótko został zwolniony z wojska.
Po ponownym przyjęciu do wojska w 1887 roku został inspektorem w szkole wojskowej w Sofii, w tym czasie ukończył przerwane studia w Nikołajewskiej Akademii Sztabu Generalnego i został mianowany szefem sztabu 6 Dywizji Piechoty. W 1891 roku został dowódcą Sewliewskiego Okręgu Wojskowego, zajmując to stanowisko do 1897 roku.
W 1897 roku przeszedł do służby liniowej i został dowódcą 20 pułku piechoty, a potem w 1905 roku dowódcą 1 Brygady w 6 Dywizji Piechoty, funkcję tę pełnił do 1910 roku. Został wtedy dowódcą 7 Dywizji Piechoty, którą dowodził w czasie I i II wojny bałkańskiej.
Po 1915 roku został inspektorem 2 Obszaru Wojskowego, który był odpowiednikiem dowództwa armii w okresie pokoju. Po wybuchu I wojny światowej i przystąpieniu do niej Bułgarii 15 września 1915 roku został dowódcą 2 Armii, która powstała na bazie 2 Obszaru Wojskowego.
Dowodząc tą armią, wziął udział w działaniach przeciwko Serbii, dowodził ją do grudnia 1917 roku. W grudniu 1917 roku został wyznaczony dowódcą 3 Armii, która walczyła przeciwko wojskom rumuńskim.
W lipcu 1918 roku został dowódcą Grupy wojsk bułgarskich walczących na terenie Macedonii i jednocześnie zastępcą głównodowodzącego armią bułgarską. W związku z chorobą głównodowodzącego gen. Żekowa od 8 września 1918 był faktycznym głównodowodzącym armią bułgarską. Pełnił tę funkcję do czasu podpisania rozejmu w Salonikach 29 sierpnia 1918 roku.
Po podpisaniu rozejmu w Salonikach został generalnym adiutantem cara Borysa III, ale już w 1919 roku został zwolniony do rezerwy.
Po przejściu do rezerwy mieszkał w Sofii, udało mu się przeżyć zamach bombowy w cerkwi „Sweta Nedelja w 1923 roku. Zmarł w dniu 16 listopada 1934 roku.

## Awanse
- podporucznik (Подпоручик) (10.05.1879)
- porucznik (Поручик) ( .11.1879)
- kapitan (Капитан) (30.08.1885)
- major (Майор) (13.08.1887)
- podpułkownik (Подполковник) (01.01.1892)
- pułkownik (Полковник) (01.01.1897)
- generał major (Генерал-майор) (01.01.1910)
- generał porucznik (Генерал-лейтенант) (08.02.1915)
- generał piechoty (Генерал от пехотата) (17.08.1917)

## Odznaczenia
- Order Waleczności kl. II
- Order Waleczności kl. III
- Order Waleczności kl. IV
- Order św. Aleksandra kl. I z mieczami
- Order św. Aleksandra kl. IV bez mieczy
- Order św. Aleksandra kl. V bez mieczy
- Order Zasługi Wojskowej kl. I z dekoracją wojskową i diamentami
- Order Zasługi Wojskowej kl. III z dekoracją wojskową
- Order Zasługi Cywilnej (Bułgaria)